# OOTB
OOTB (out of the box) – żargonowe określenie funkcji programu komputerowego lub sprzętu, możliwej do uzyskania bez instalacji jakichkolwiek rozszerzeń sprzętowych lub programowych; funkcja dostępna dosłownie "po wyjęciu z pudełka". Można powiedzieć w żargonie, że pewien program nie ma jakiejś funkcji ootb, tylko należy zastosować odpowiednią wtyczkę.